# Station L'Argentière-les Écrins
Station L'Argentière-les Écrins is een spoorwegstation in de Franse gemeente L'Argentière-la-Bessée, gelegen aan de spoorlijn tussen Veynes en Briançon.